# Surinamská vlajka

Surinamská vlajka
Poměr stran: 2:3

Vlajka Surinamu byla schválena 21. listopadu 1975. Má pět vodorovných pruhů různé šířky – zelený, bílý, červený, bílý a zelený (v poměru 2:1:4:1:2). Uprostřed červeného pruhu je žlutá pěticípá hvězda o průměru rovném 2/5 šířky listu.
Zelená barva je symbolem úrodnosti krajiny, mnohostranných možností a slibných nadějí v nový Surinam, bílá připomíná spravedlnost a svobodu, červená lásku, která nabádá lid k činu, ale též pokrok, snahu vytrvat a svými činy vyvinout účinnou sílu k budování státu. Žlutá barva znamená sebeobětování jednotě, lásku k člověku, sebedůvěru a orientaci na zlatou budoucnost Surinamu. Pěticípá hvězda je připomínkou jednoty národa, tvořeného obyvatelstvem příslušným k pěti etnickým skupinám.
Surinamský prezident užívá vlajku podobnou vlajce státní, lišící se pouze použitím znaku místo žluté hvězdy. Červený pruh je pro zobrazení znaku přerušen.

Rozměry surinamské vlajky
Vlajka surinamského prezidenta Poměr stran: 2:3

## Historie
Prvními Evropany, kteří roku 1499 přistáli u pobřeží Surinamu, byla výprava španělského mořeplavce a conquistadora Alonsa de Hojeda. Území bylo osídleno Aravaky a Kariby, kteří ještě před příchodem Evropanů vytlačili kmen Surinamů, podle kterých je země pojmenována. Roku 1551 zde byla obchodníky z Nizozemí založena první osada ale roku 1598 bylo území obsazeno Španělskem. Roku 1630 dobylo území Spojené království a v roce 1650 se osada Willoughby (dnešní Paramaribo) stala hlavním městem nové britské kolonie Willoghbyland. Prvními vlajkami Surinamu byly tedy historické britské vlajky.
27. února 1667 byl Willoghbyland dobyt Nizozemci a 31. července odstoupilo (po dohodě z Bredy) Spojené království území Surinamu Nizozemsku, výměnou za Nový Amsterdam. Kolonie byla přejmenována na nizozemský Surinam. V roce 1682 prodala Surinam nizozemská vláda Nizozemské západoindické společnosti a kromě nizozemské vlajky se začala vyvěšovat i její vlajka. Tato vlajka měla základ v nizozemské trikolóře s propojenými černými písmeny G, W a C (Geoctroyeerde Westindische Compagnie) uprostřed bílého pruhu.
V roce 1795 bylo evropské Nizozemí obsazeno Francií a ustanovena Batávská republika. Surinam byl roku 1799 dobyt Spojeným královstvím a začala se znovu používat britská vlajka. Tu v roce 1801 nahradil tzv. Union Jack. V roce 1814 byl Surinam na základě Londýnské smlouvy, potvrzené v roce 1815 Vídeňským kongresem vrácen Nizozemsku (tehdy přímou součástí Francie). Území bylo přejmenováno na kolonii Nizozemská Guyana. Dle některý pramenů se kromě opětovně zavedené Nizozemské vlajky užívala i stejná, neoficiální vlajka s novým koloniálním znakem Surinamu uprostřed.
V letech 1828–1848 bylo území Surinamu administrativně sloučeno do Nizozemské Západní Indie (spolu s ostrovy Aruba, Bonaire, Curaçao, Saba, Svatý Eustach a Svatý Martin). Žádná nová vlajka nebyla zavedena.
23. listopadu 1941 byla Nizozemská Guyana obsazena armádou USA. Stalo se tak na základě dohody s nizozemskou exilovou vládou z důvodu ochrany bauxitových dolů. Až do srpna 1945 se vyvěšovala vlajka USA (v té době s 48 hvězdami). Po válce byla znovuzavedena nizozemská vlajka. Ta se užívala i po roce 1954, kdy se Nizozemská Guyana  (od roku 1948 Nizozemci znovu používali název Surinam) stala zámořskou provincií v čele s guvernérem.

Vlajka Spojeného království Surinamu (1630–1667 a 1799–1801) Poměr stran: 3:5
Nizozemská vlajka Surinamu (1667–1799, 1815–1941 a 1945–1954) Poměr stran: 2:3
Vlajka Nizozemské západoindické společnosti Surinamu (1682–1683) Poměr stran: 2:3
Vlajka Spojeného království Surinamu (1801–1815) Poměr stran: 1:2
Vlajka USA v Surinamu s 48 hvězdami (1941–1945) Poměr stran: 10:19

V roce 1959 byl Surinam prohlášen (nizozemskou ústavou) integrální součástí Nizozemska a s účinnosti od 15. prosince byla zavedena první surinamská vlajka. Ta měla na bílém listu černou kresbu elipsy, na níž bylo umístěno pět pěticípých hvězd. Barvy hvězd byly: bílá, černá, hnědá, žlutá a červená. Bílá hvězda měla úzký černý lem. Hvězdy byly pootočeny tak, aby jejich osy byly kolmé k tečně elipsy. Poměr stran vlajky byl 2:3. Hvězdy symbolizovaly pět lidských ras: bělochy, černochy, mulaty, Asijce a indiány a jejich vzájemné soužití. Elipsa všechny rasy spojuje, bílá barva listu představovala mír. Autorem vlajky byl surinamský výtvarník Noni Verwey-Lichtveld, který byl i autorem nového znaku.
25. listopadu 1975 vyhlásil Surinam nezávislost, ale již 21. listopadu neočekávaně přijal zákon o nové státní vlajce. Den před vyhlášením nezávislosti byl tento zákon zveřejněn ve Vládním věstníku (Gouvernementsblad van Surinam č. 160). Před vyhlášením nezávislosti byla vypsána soutěž, do které bylo přihlášeno 270 návrhů. Komise údajně vybrala návrh Jacquese Hermana Pinase, jiné zdroje hovoří o tom, že návrh nebyl optimální a nová vlajka byla zkombinována z několika nejlepších návrhů. Poprvé byla vlajka vztyčena o půlnoci z 24. na 25. listopadu 1975 na surinamském národním stadionu v Paramaribu.

Surinamská vlajka (1959–1975) Poměr stran: 2:3
Vlajka surinamského guvernéra (1966–1975) Poměr stran: 2:3
Vlajka surinamského premiéra (1975–1988) Poměr stran: 2:3